# سرجس أشوك
سرجس أشوك (الاسم العلمي:Sargassum horridum) هو نوع من الطلائعيات يتبع جنس السرجس من الفصيلة السرجسية.